# يونس أحمد (لاعب كرة قدم إماراتي)
يونس أحمد (مواليد 26 يونيو 1991) لاعب كرة قدم إماراتي يجيد اللعب في الهجوم .
لعب سابقاً مع نادي النصر في دوري الخليج العربي الإماراتي وأعاره النصر إلى نادي حتا و لعب بعدها في نادي رأس الخيمة ونادي خورفكان.

## روابط خارجية
- يونس أحمد (لاعب كرة قدم إماراتي) على موقع Soccerway.com (الإنجليزية)